# Совинье-ле-Гре
Совинье́-ле-Гре (фр. Sauvigney-lès-Gray) — коммуна во Франции, находится в регионе Франш-Конте. Департамент — Верхняя Сона. Входит в состав кантона Гре. Округ коммуны — Везуль.
Код INSEE коммуны — 70479.

## География
Коммуна расположена приблизительно в 300 км к юго-востоку от Парижа, в 32 км северо-западнее Безансона, в 37 км к юго-западу от Везуля.
На востоке коммуны протекает река Кабри (фр. Cabry), а на юге — река Морт.

## Население
Население коммуны на 2010 год составляло 113 человек.
| 1962 | 1968 | 1975 | 1982 | 1990 | 1999 | 2010 |
| ---- | ---- | ---- | ---- | ---- | ---- | ---- |
| 114  | 116  | 92   | 97   | 82   | 78   | 113  |

## Администрация
| Период | Период | Фамилия    | Партия | Примечания |
| ------ | ------ | ---------- | ------ | ---------- |
| 2001   | 2008   | Жан Лежён  |        |            |
| 2008   | 2014   | Клод Пайар |        |            |

## Экономика

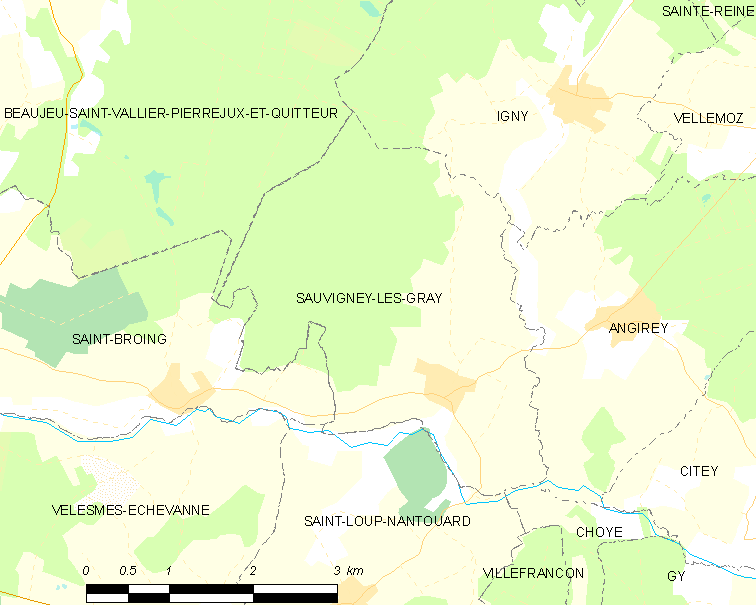
Карта коммуны

В 2010 году среди 69 человек трудоспособного возраста (15—64 лет) 56 были экономически активными, 13 — неактивными (показатель активности — 81,2 %, в 1999 году было 42,3 %). Из 56 активных жителей работали 54 человека (32 мужчины и 22 женщины), безработных было 2 (1 мужчина и 1 женщина). Среди 13 неактивных 4 человека были учениками или студентами, 5 — пенсионерами, 4 были неактивными по другим причинам.